# Hoquei sobre herba als Jocs Olímpics d'estiu de 1992 - Competició femenina
Als Jocs Olímpics d'Estiu de 1992 celebrats a la ciutat de Barcelona (Catalunya) es realitzà una competició d'hoquei herba en categoria femenina, que conjuntament amb la competició masculina formà part del programa oficial dels Jocs Olímpics.
La competició es disputà entre els dies 27 de juliol i 7 d'agost de 1992 a l'Estadi Olímpic de Terrassa (Terrassa).

## Comitès participants
Hi participaren un total de 125 jugadores d'hoquei de 8 comitès nacionals diferents:
| - Alemanya - Austràlia | - Canadà - Corea del Sud | - Espanya - Nova Zelanda | - Països Baixos - Regne Unit |

## Resum de medalles
| Prova         | Or | Argent | Bronze |
| Hoquei femení | EspanyaAnna Maiques · Cèlia Corres · Elisabeth Maragall · María Ángeles Rodríguez · María Carmen Barea · Marívi González · Maider Tellería · María Isabel Martínez · Mercedes Coghen · Nagore Gabellanes · Natalia Dorado · Núria Olivé · Silvia Manrique · Sonia Barrio · Teresa Motos · Virginia Ramírez | AlemanyaBritta Becker · Tanja Dickenscheid · Nadine Ernsting-Krienke · Christine Ferneck · Eva Hagenbäumer · Franziska Hentschel · Caren Jungjohann · Katrin Kauschke · Irina Kuhnt · Heike Lätzsch · Susanne Müller · Tina Peters · Simone Thomaschinski · Bianca Weiß · Anke Wild · Susie Wollschläger | Regne UnitJoanne Thompson · Helen Morgan · Lisa Bayliss · Karen Brown · Mary Nevill · Jill Atkins · Vickey Dixon · Wendy Fraser · Sandy Lister · Jane Sixsmith · Alison Ramsay · Jackie McWilliams · Tammy Miller · Mandy Nicholls · Kathryn Johnson · Susan Fraser. |

## Medaller
| Posició | País       | Or | Argent | Bronze | Total |
| 1       | Espanya    | 1  | 0      | 0      | 1     |
| 2       | Austràlia  | 0  | 1      | 0      | 1     |
| 3       | Regne Unit | 0  | 0      | 1      | 1     |

## Resultats

### Primera ronda

#### Grup A
| Equips    | Pts | J | G | E | P | GF | GC | Dif. |
| --------- | --- | - | - | - | - | -- | -- | ---- |
| Alemanya  | 5   | 3 | 2 | 1 | 0 | 7  | 2  | +5   |
| Espanya   | 5   | 3 | 2 | 1 | 0 | 5  | 3  | +2   |
| Austràlia | 2   | 3 | 1 | 0 | 2 | 2  | 2  | 0    |
| Canadà    | 0   | 3 | 0 | 0 | 3 | 1  | 8  | –7   |

#### Group B
| Equips        | Pts | J | G | E | P | GF | GC | Dif. |
| ------------- | --- | - | - | - | - | -- | -- | ---- |
| Corea del Sud | 4   | 3 | 2 | 0 | 1 | 8  | 3  | +5   |
| Regne Unit    | 4   | 3 | 2 | 0 | 1 | 7  | 5  | +2   |
| Països Baixos | 4   | 3 | 2 | 0 | 1 | 4  | 3  | +1   |
| Nova Zelanda  | 0   | 3 | 0 | 0 | 3 | 2  | 10 | –8   |

### Ronda final
|  | Semifinals    | Semifinals |   |            | Final         | Final |
|  |               |            |   |            |               |       |
|  | 4 d'agost     |            |   |            |               |       |
|  | Alemanya      | 2          |   |            |               |       |
|  | Regne Unit    | 1          |   |            |               |       |
|  |               |            |   |            |               |       |
|  |               |            |   |            | 7 d'agost     |       |
|  |               |            |   |            | Alemanya      | 1     |
|  |               | Espanya    | 2 |            |               |       |
|  |               |            |   |            |               |       |
|  |               |            |   |            |               |       |
|  |               |            |   |            | Tercer lloc   |       |
|  | 4 d'agost     | 4 d'agost  |   | 7 d'agost  | 7 d'agost     |       |
|  | Espanya       | 2          |   | Regne Unit | 4             |       |
|  | Corea del Sud | 1          |   |            | Corea del Sud | 3     |

|  | 5è-8è lloc    | 5è-8è lloc    |   |              | 5è lloc   | 5è lloc |
|  |               |               |   |              |           |         |
|  | 4 d'agost     |               |   |              |           |         |
|  | Austràlia     | 5             |   |              |           |         |
|  | Nova Zelanda  | 1             |   |              |           |         |
|  |               |               |   |              |           |         |
|  |               |               |   |              | 6 d'agost |         |
|  |               |               |   |              | Austràlia | 2       |
|  |               | Països Baixos | 0 |              |           |         |
|  |               |               |   |              |           |         |
|  |               |               |   |              |           |         |
|  |               |               |   |              | 7è lloc   |         |
|  | 4 d'agost     | 4 d'agost     |   | 6 d'agost    | 6 d'agost |         |
|  | Països Baixos | 2             |   | Nova Zelanda | 0         |         |
|  | Canadà        | 0             |   |              | Canadà    | 2       |